# Mahmúd Džibríl

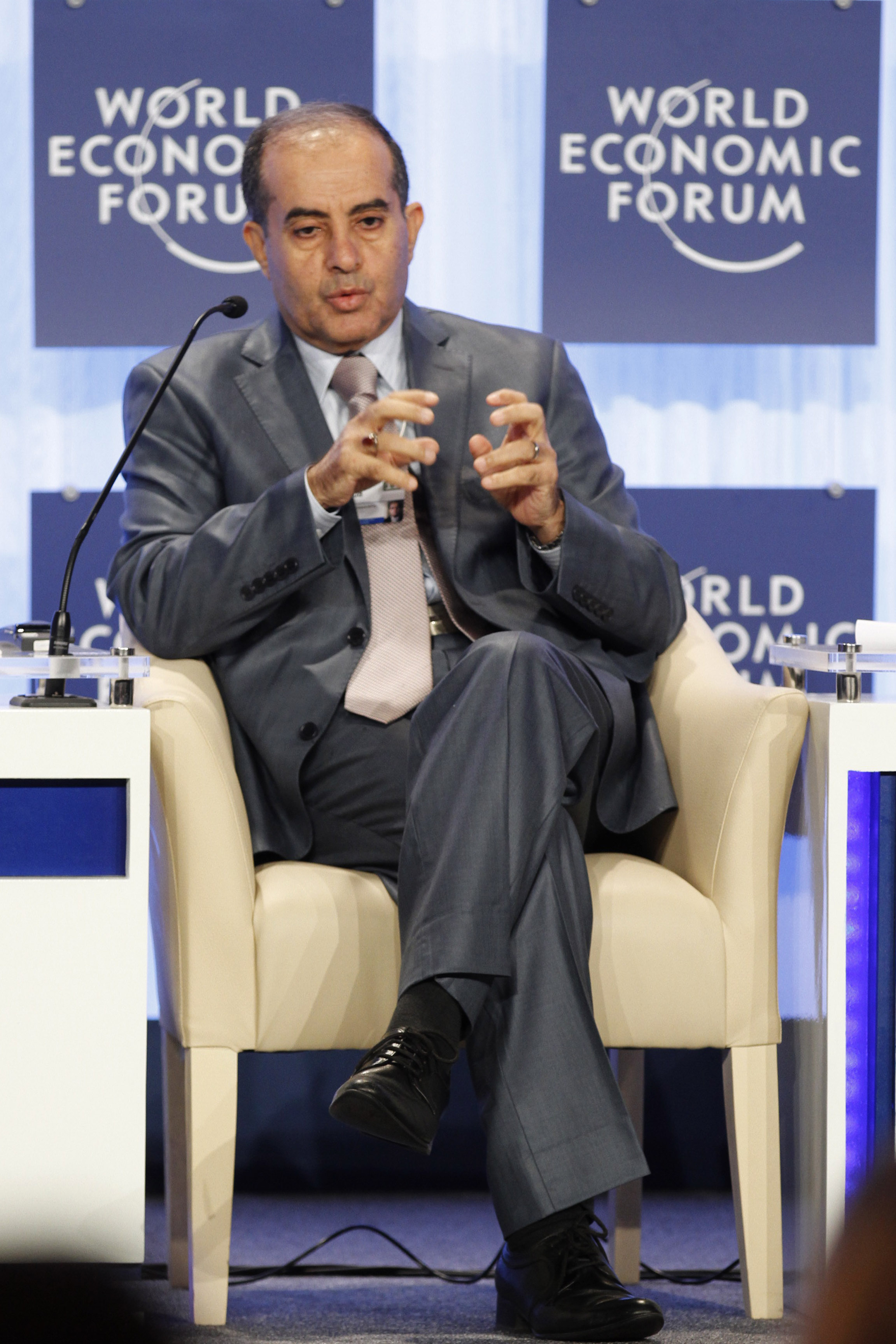
Mahmúd Džibríl na Světovém ekonomickém fóru v roce 2011

Mahmúd Džibríl (arabsky محمود جبريل‎; 28. května 1952 Bajdá, Libye – 5. dubna 2020 Káhira) byl libyjský politik. Vykonával de facto funkci předsedy vlády Libye od 5. března do 23. října 2011 během Libyjské občanské války z titulu předsedy exekutivní komise Dočasné národní přechodné rady. Poté se stal v březnu 2012 předsedou Aliance národních sil, jedné z nejsilnějších politických stran v zemi.

## Život
Džibríl nejprve vystudoval v roce 1975 na Káhirské univerzitě ekonomii a politologii, pak pokračoval ve studiu politologie na Pittsburské univerzitě, kde získal v roce 1980 magisterský a v roce 1985 doktorský titul. Také zde sedm let vyučoval.
Od roku 2007 do počátku roku 2011 pracoval v Libyi pro režim Muammara Kaddáfího jako předseda libyjské Národní plánovací rady. Byl považován za chráněnce Sajfa Kaddáfího a prosazoval v této pozici privatizaci a ekonomickou liberalizaci.
Hlásil se k sunnitskému islámu.

## Libyjská občanská válka
Poté, co se stal vůdcem Dočasné národní přechodné rady, osobně vedl setkání s francouzským prezidentem Nicolasem Sarkozym, britským ministrem zahraničí Williamem Haguem a americkým vyslancem v Libyi Gene Cretzem – tato jednání vedla k tomu, že řečené země uznaly Dočasnou národní přechodnou radu za jediného legitimního zástupce libyjského lidu.

## Smrt
Zemřel v Káhiře na komplikace spojené s covidem-19.